# Бейли Скотт, Макей Хью
Макей Хью Бейли Скотт (англ. Mackay Hugh Baillie Scott; 23 октября 1865, Бёрдс-Хилл, Сент-Питерс, Бродстерс, Кент, Англия — 10 февраля 1945, Брайтон, Сассекс, Англия) — шотландский архитектор, проектировщик оформления интерьера и мебели периода модерна. С 1901 года работал в Англии, а также в Германии, в Дармштадтской колонии художников, Швейцарии, Польше, России и США. За свою долгую карьеру проектировал в различных неостилях. «Создатель оригинального стиля английского загородного дома — коттеджа в традициях национальной архитектуры, называемого староанглийским стилем».

## Биография
Будущий архитектор был сыном богатого шотландского землевладельца, вторым из десяти детей. Учился в Королевском сельскохозяйственном колледже в Сайренсестере (Royal Agricultural College in Cirencester), графство Глостершир, на юго-западе Англии, но, получив в 1885 году необходимую квалификацию, решил изучать архитектуру. Некоторое время он учился в городе Бат у С. Е. Дейвиса, городского архитектора. Его архитектурное призвание стало очевидным за двенадцать лет, которые он провел на острове Мэн. Первые четыре года он жил на Александр Террас Дугласа, столицы этого острова. В 1893 году он и его семья переехали в «Красный дом» (Виктория-роуд, Дуглас), который он сам проектировал. В начале своей карьеры Скотт работал с Фредом Сондерсом, с которым он учился в Школе искусств острова Мэн, также находящейся в Дугласе. С мая 1891 года трудился учителем рисования. Затем он покинул Сондерса и открыл собственное ателье на Атол-стрит, 23, Дуглас. В 1894 году в статье в журнале «The Studio» предложил проект интерьера с высоким центральным залом и арочной галереей между гостиной и столовой, отделённой от них ширмами. Этот гипотетический «идеальный дом» принёс архитектору известность.
С 1901 года работал в Англии. В 1902 году одержал победу в конкурсе вместе с Леопольдом Бауэром и Ч. Р. Макинтошем в конкурсе на «Дом любителя искусств». В 1905 году победил в конкурсе на проектирование дешёвого загородного дома-коттеджа. За свою карьеру Бейли Скот построил около трёхсот зданий. Он разработал собственный стиль «искусств и ремёсел», восходящий к знаменитым мастерским Уильяма Морриса, но который эволюционировал в сторону простой формы, полагаясь на правдивость материалов и функций, а также на точное мастерство.

## Творческая концепция
В 1906 году Бейли Скотт издал книгу «Дома и сады» (Houses and Gardens). В творчестве Бейли Скотта, как писали российские исследователи В. С. Горюнов и М. П. Тубли, «народные традиции получили специфическую интерпретацию в духе моррисовского декоративизма», что помещает его творчество между рационализмом и неоромантизмом. Его взгляды на современную архитектуру в полной мере воплотились в разработанном им типе маленького частного загородного дома с «открытым планом» по принципу «свободно перетекающего пространства».
В собственном «Красном доме» (1893) — аллюзия на «Красный дом» Уильяма Морриса (1859) — Бейли Скотт первым применил раздвижные перегородки. Свои идеи архитектор изложил в серии статей для журнала «Студио» (The Studio, 1895). Несмотря на традиционность «деревенских построек» Бейли Скоттa историки архитектуры отмечают параллели в творчестве английского архитектора и новатора-американца Фрэнка Ллойда Райта, также проповедавшего «свободный план». Однако именно Бейли Скотт был в этом отношении первым. Как и Моррис, Бейли Скотт обильно применял орнамент, в том числе флоральный (растительный), и в этом он не выходил за границы культуры декоративного течения модерна.
- Коттедж. Сторис Вей, Кембридж
- Интерьер Коттеджа. Ромфорд
- Интерьер Коттеджа
- Комната в Оттершоу. 1916. Бумага, гуашь, пастель
- Музыкальный кабинет. Ок. 1898. Дармштадт
- Здание школы в Блеквелле
- Белая комната с камином. Блеквелл
- Дубовый дом
- Интерьер Музея колонии художников в Дармштадте
- Образцы мебели. 1905. Музей Орсе, Париж
- Дом в Польше. Вид с юго-востока. Картон, гуашь
- Эскиз дома в Суссексе. Бумага, акварель